# Walenty Roździeński

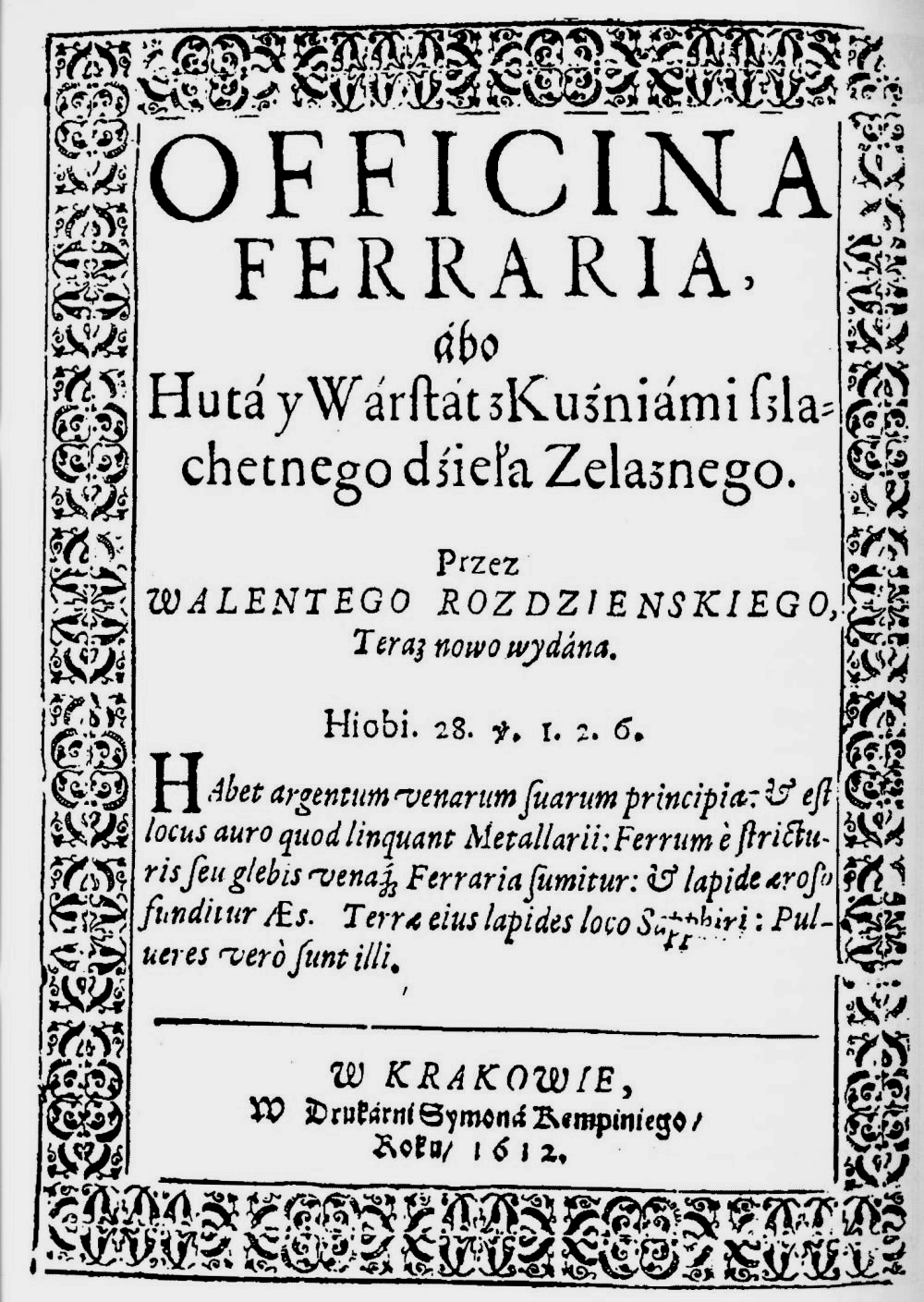
Strona tytułowa Officina ferraria, dzieła Walentego Roździeńskiego z 1612 roku poświęconemu hutnictwu.

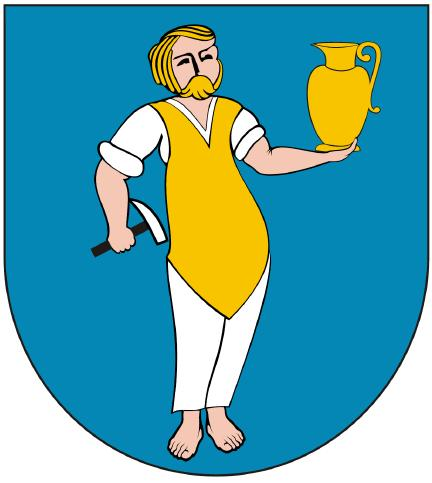
Drzeworyt przedstawiający Roździeńskiego w herbie Koszęcina.

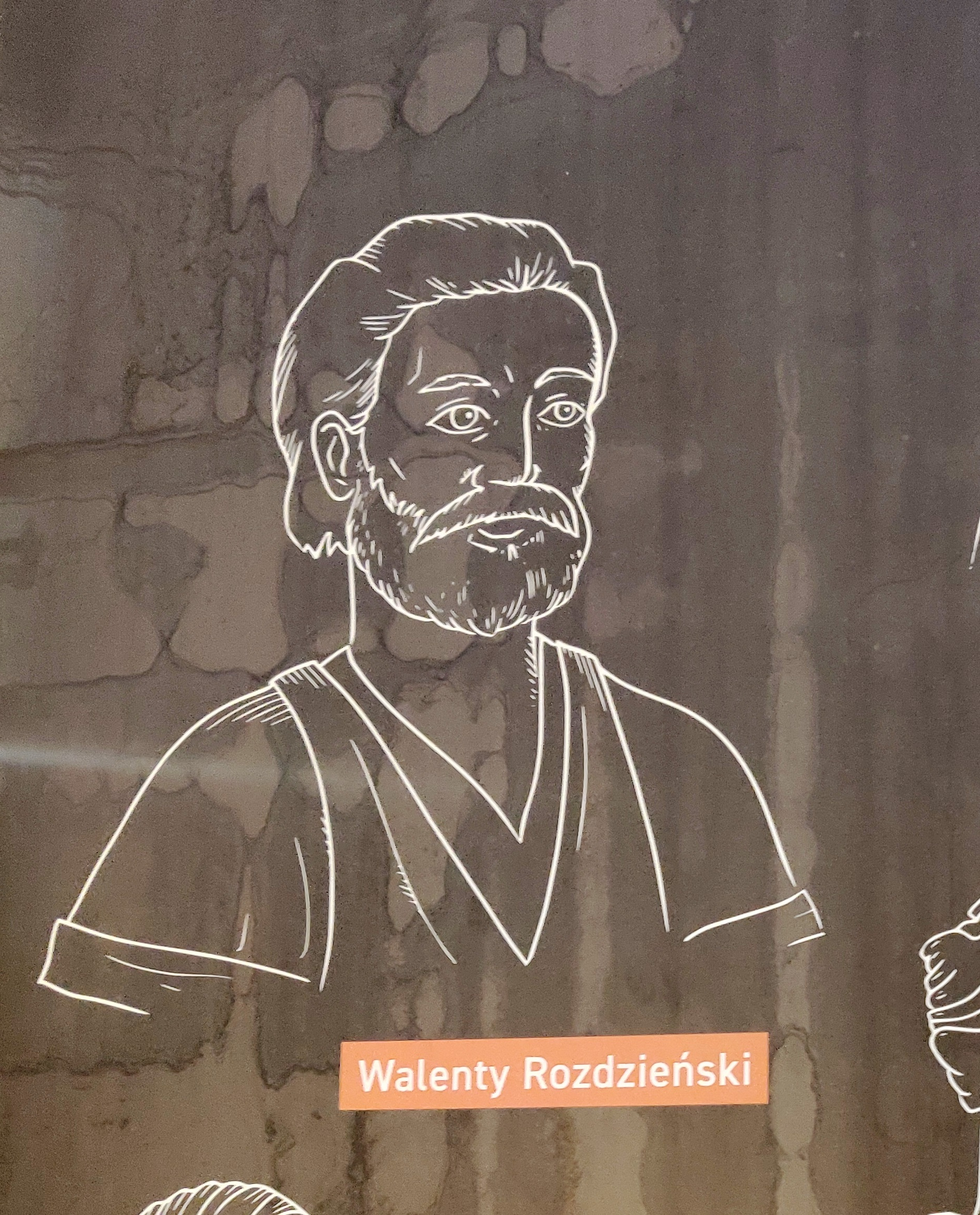
Podobizna Roździeńskiego na wystawie w Muzeum Hutnictwa w Chorzowie

Walenty Roździeński (ur. ok. 1560 w miejscowości Roździeń, dziś dzielnica Katowic: Szopienice-Burowiec; zm. po 1621 tamże) − polski hutnik, właściciel kuźni, zarządca hut, poeta i literat epoki baroku. Autor poematu Officina ferraria.

## Życiorys
Pochodził z rodziny o wielopokoleniowych tradycjach hutniczych. Pierwotne jego nazwisko brzmiało Brusek lub Brusiek – ojciec jego nazywał się Jakub Brusek (od nazwy miejscowości Brusiek k. Koszęcina). Jednakże syn przejął nazwisko nie po ojcu, lecz od nazwy odziedziczonej kuźnicy w Roździeniu (było to wówczas powszechną praktyką na hutniczym Śląsku). Sam Roździeński znany jest przede wszystkim jako autor wierszowanego poematu Officina ferraria, abo huta i warstat z kuźniami szlachetnego dzieła żelaznego, utworu opisującego stan ówczesnego górnictwa i hutnictwa. Powstał on podczas pobytu mistrza na dworze koszęcińskiego pana Andrzeja Kochcickiego, gdzie zajmował się zarządzaniem jego hutami. To pierwszy tego typu utwór w języku polskim – łączy praktyczne i rzeczowe informacje z zasadami poetyki i wersyfikacji. Autor opisuje w nim historię obróbki żelaza oraz życie i pracę śląskich górników, hutników i kowali, którą znał z własnego doświadczenia. Dodatkowo, będąc ewangelikiem Roździeński wprowadził do swego utworu liczne cytaty i komentarze biblijne, oparte na ewangelickiej postylli górniczej z 1562 roku pt. "Sarepta", której autorem był ksiądz Jan Mathesius, przyjaciel Marcina Lutra.
Dzieło Roździeńskiego zostało po jego śmierci całkowicie zapomniane, dopiero w 1929 roku, po ponad 300 latach, zupełnie przypadkowo odnaleziono w Gnieźnie jedyny jego zachowany egzemplarz (wydrukowany w 1612 roku). Odkrycie to spotkało się z dużym zainteresowaniem literaturoznawców. Zawiera bowiem informacje z wielu dziedzin ówczesnej nauki, uzupełnia współczesną wiedzę o epoce w zakresie metalurgii, stosunków społecznych i historii gospodarki, językoznawstwa, geografii, literaturoznawstwa i in., a także wskazuje na kulturową jedność Śląska przełomu XVI i XVII w. z ziemiami Królestwa Polskiego. Świadczy to również pozytywnie o samym Roździeńskim, który jako prosty zarządca kuźni wykazał się wyjątkową erudycją. W ostatnich latach Oficina ferraria... została wznowiona w druku (w 1976 roku, także w tłumaczeniu na Język angielski) i jest sprzedawana jako ciekawostka bibliofilska.
Roździeński w 1595 roku wszedł w konflikt majątkowy o kuźnię z dziedziczką Mysłowic Katarzyną Salamon, z którą przegrał sprawę sądową. Został skazany na więzienie i w 1599 roku uwięziony w Pszczynie. Odzyskał wolność dzięki Andrzejowi Kochcickiemu, panu na Koszęcinie, właścicielowi hut, którymi zarządzał do tej pory Roździeński. Kochcicki roztoczył nad nim opiekę i mecenat, dzięki czemu Roździeński mógł tworzyć i wydać Officina ferraria... w Krakowie w 1612. Przez kilka lat przebywał w Rzeczypospolitej, gdzie zarządzał kuźnicami niweckimi nad Wartą. Po śmierci swojej antagonistki w 1614 roku powrócił na Śląsk (dzisiejsze wschodnie tereny Górnego Śląska), gdzie wspólnie z bratem dalej prowadził kuźnicę. Data śmierci (podobnie jak urodzin) Roździeńskiego jest niepewna – niektóre źródła podają rok 1622, inne około 1642.

## Twórczość
- Officina ferraria abo huta i warstat z kuźniami szlachetnego dzieła żelaznego przez Walentego Roździeńskiego teraz nowo wydana, Kraków 1612, drukarnia S. Kempini, wyd. następne: wyd. R. Pollak, Poznań 1933 (edycja skrócona); wyd. krytyczne R. Pollak, Katowice 1936, Biblioteka Pisarzy Śląskich nr 4; wyd. poprawione i uzupełnione R. Pollak, Katowice 1948; wyd. kryt. synoptyczne w transkrypcji i podobiźnie fototypicznej oprac. R. Pollak, M. Radwan i S. Rospond, Wrocław 1962, Biblioteka Pisarzy Śląskich seria A (Starośląska) nr 1

Fragmenty przedr.: J. Kreczmar, J. Saloni Drogi i rozdroża, cz. 1: Z dziejów literatury i kultury staropolskiej. Wypisy, t. 2, Warszawa 1948; K. Budzyk, H. Budyzkowa "Dwa nurty literatury mieszczańskiej XVII w. w Polsce", Warszawa 1951, Biblioteka Pisarzy Polskich i Obcych nr 62; K. Budzyk, H. Budzykowa, J. Lewański Literatura mieszczańska w Polsce od końca XVI do końca XVII wieku, t. 1, Warszawa 1954; M. Hernasowa "Polska literatura mieszczańska XVII wieku. Wybór tekstów", Wrocław 1956, Nasza Biblioteka; J. Sokołowska "Poeci renesansu. Antologia", Warszawa 1959, Biblioteka Poezji i Prozy.
Unikat pierwodruku w Bibliotece Kapituły w Gnieźnie; fotografie karty pierwodr. "Officina ferraria": Dzieje języka polskiego na Śląsku, wystawa..., katalog oprac. S. Rospond, Wrocław 1948.

## Upamiętnienie
- W 1972 roku Walentemu Roździeńskiemu swoją powieść biograficzną pt. Między piórem a młotem poświęcił J. Sikora.[4]
- Postać z dzieła Officina ferraria przedstawiająca prawdopodobnie Roździeńskiego jest symbolem w herbie Gminy Koszecin.
- Rok 2012 został ogłoszony rokiem Walentego Roździeńskiego w Gminie Koszęcin w 400-lecie powstania dzieła.[5]
- 6 listopada 2012 r. w katowickiej dzielnicy Szopienice przy ulicy Bednorza został odsłonięty pomnik Walentego Roździeńskiego.[6]
- 28 listopada 2012 r. zasadzony został przy pomniku Walentego Roździeńskiego - opodal Domu Kultury w Koszęcinie – klon pamięci. Drzewko ma upamiętnić 400. rocznicę.
- W Katowicach znajduje się poświęcona pisarzowi Aleja Walentego Roździeńskiego w Katowicach.
- Przy ulicy Obrońców Westerplatte w Katowicach znajduje się pamiątkowa tablica, poświęcona Walentemu Roździeńskiemu[7].
- 12 października 2014 r. uruchomiono pociąg TLK relacji Katowice - Warszawa Wschodnia o nazwie Walenty Roździeński.[8]